# Snowboard vid olympiska vinterspelen 2010

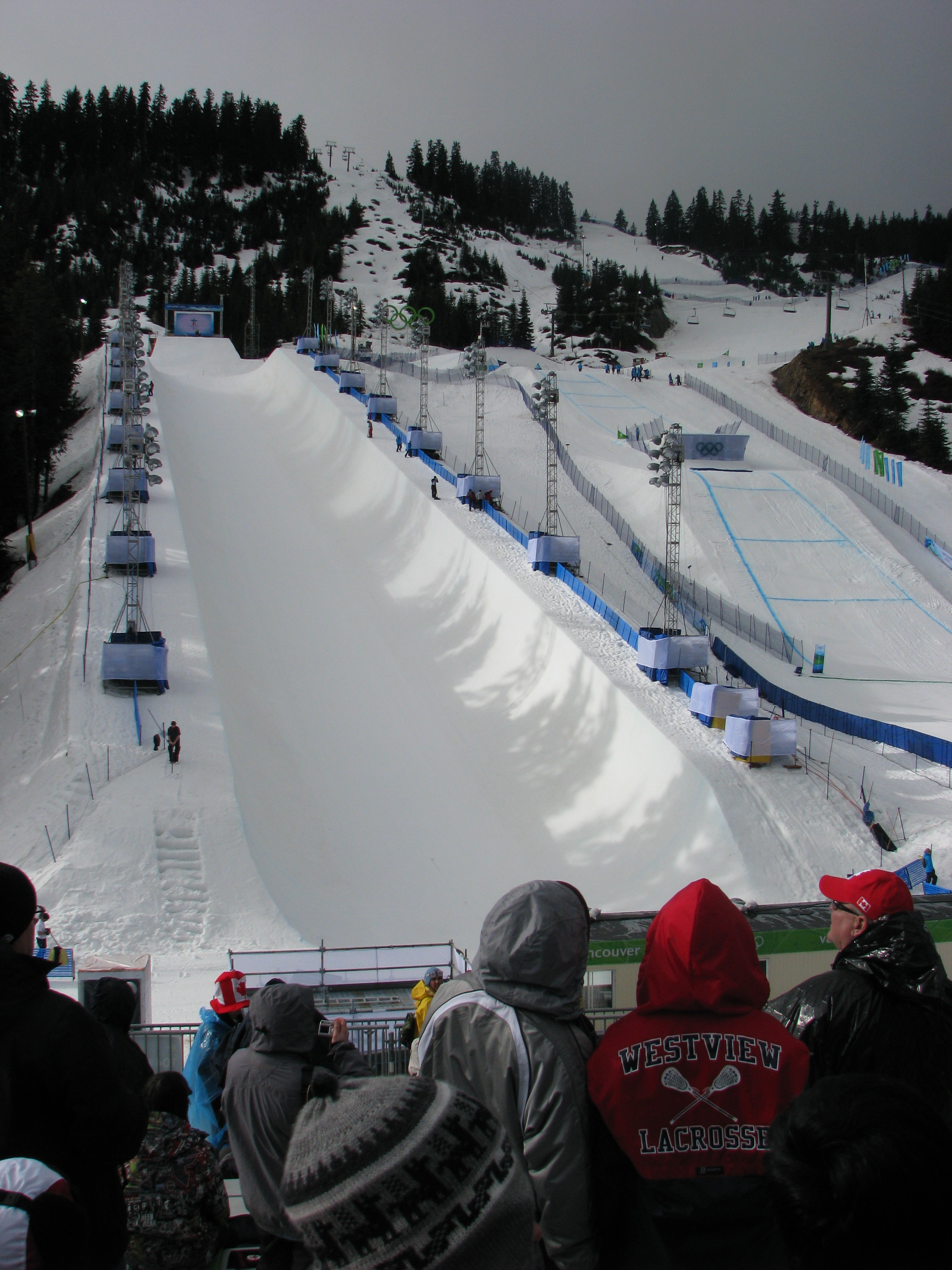
Halfpipen.

Tävlingarna i snowboard vid de olympiska vinterspelen 2010 hålls mellan den 15 och 27 februari 2010 vid Cypress Mountain, British Columbia, Kanada.

## Tävlingsschema
Alla tider är i lokal tid (PST). För centraleuropeisk tid (CET), lägg till 9 timmar. 
| Dag    | Datum                    | Start | Slut  | Gren                          | Del   |
| ------ | ------------------------ | ----- | ----- | ----------------------------- | ----- |
| Dag 4  | Måndag 15 februari 2010  | 10:30 | 12:50 | Herrarnas snowboardcross      | Kval  |
| Dag 4  | Måndag 15 februari 2010  | 14:00 | 15:00 | Herrarnas snowboardcross      | Final |
| Dag 5  | Tisdag 16 februari 2010  | 10:00 | 11:40 | Damernas snowboardcross       | Kval  |
| Dag 5  | Tisdag 16 februari 2010  | 12:15 | 12:50 | Damernas snowboardcross       | Final |
| Dag 6  | Onsdag 17 februari 2010  | 13:05 | 15:45 | Herrarnas halfpipe            | Kval  |
| Dag 6  | Onsdag 17 februari 2010  | 17:15 | 18:15 | Herrarnas halfpipe            | Kval  |
| Dag 6  | Onsdag 17 februari 2010  | 19:15 | 20:15 | Herrarnas halfpipe            | Final |
| Dag 7  | Torsdag 18 februari 2010 | 12:30 | 14:05 | Damernas halfpipe             | Kval  |
| Dag 7  | Torsdag 18 februari 2010 | 16:00 | 17:00 | Damernas halfpipe             | Kval  |
| Dag 7  | Torsdag 18 februari 2010 | 18:00 | 19:00 | Damernas halfpipe             | Final |
| Dag 15 | Fredag 26 februari 2010  | 10:00 | 11:00 | Damernas parallellstorslalom  | Kval  |
| Dag 15 | Fredag 26 februari 2010  | 12:15 | 13:45 | Damernas parallellstorslalom  | Final |
| Dag 16 | Lördag 27 februari 2010  | 10:00 | 11:00 | Herrarnas parallellstorslalom | Kval  |
| Dag 16 | Lördag 27 februari 2010  | 12:15 | 13:45 | Herrarnas parallellstorslalom | Final |

## Medaljligan
| Pl. | Nation     | Guld | Silver | Brons | Totalt |
| --- | ---------- | ---- | ------ | ----- | ------ |
| 2   | USA        | 2    | 1      | 2     | 5      |
| 1   | Kanada     | 1    | 1      | 0     | 2      |
| 3   | Australien | 1    | 0      | 0     | 1      |
| 3   | Frankrike  | 0    | 1      | 1     | 2      |
| 3   | Finland    | 0    | 1      | 0     | 1      |
| 4   | Schweiz    | 0    | 0      | 1     | 1      |

## Grenar

### Herrar
| Gren                            | Guld                      | Guld                      | Silver                  | Silver                  | Brons                      | Brons                      |
| Boardercross Detaljer...        | Seth Wescott USA          | 1                         | Mike Robertson Kanada   | 2                       | Tony Ramoin Frankrike      | 3                          |
| Halfpipe Detaljer...            | Shaun White USA           | 48,4                      | Peetu Piiroinen Finland | 45,0                    | Scotty Lago USA            | 42,8                       |
| Parallellstorslalom Detaljer... | Jasey-Jay Anderson Kanada | Jasey-Jay Anderson Kanada | Benjamin Karl Österrike | Benjamin Karl Österrike | Mathieu Bozzetto Frankrike | Mathieu Bozzetto Frankrike |

### Damer
| Gren                            | Guld                              | Guld                              | Silver                       | Silver                       | Brons                    | Brons                    |
| Boardercross Detaljer...        | Maëlle Ricker Kanada              | 1                                 | Déborah Anthonioz Frankrike  | 2                            | Olivia Nobs Schweiz      | 3                        |
| Halfpipe Detaljer...            | Torah Bright Australien           | 45,0                              | Hannah Teter USA             | 42,4                         | Kelly Clark USA          | 42,2                     |
| Parallellstorslalom Detaljer... | Nicolien Sauerbreij Nederländerna | Nicolien Sauerbreij Nederländerna | Ekaterina Ilyukhina Ryssland | Ekaterina Ilyukhina Ryssland | Marion Kreiner Österrike | Marion Kreiner Österrike |